# Matylda Saská (1172–1209/10)
Matylda Saská původním jménem Richenza (německy Richenza von Sachsen, francouzsky Mathilde de Saxe, Mahaut de Baviere, 1172 – 13. ledna 1209/1210) byla hraběnka z Perche a poté paní z Coucy z německé dynastie Welfů, neteř Richarda Lví srdce.

## Život
Narodila se jako nejstarší potomek saského vévody Jindřicha Lva a Matyldy, dcery anglického krále Jindřicha II. Jméno obdržela po své babičce z otcovy strany. Poté, co byl její otec císařem vyhnán z území říše, rodina našla útočiště na anglonormanském dvoře krále Jindřicha. Na dědově dvoře Richenza přijala matčino jméno Matylda a zůstala tam i po návratu rodičů zpět do vlasti. Několikrát se uvažovalo o možném sňatku, Plantageneti již neměli žádné volné dcery či sestry na vdávání, ve hře byl skotský i uherský král a posléze se roku 1189 po dědově smrti stala na základě rozhodnutí strýce Richarda Lví srdce nevěstou Geoffroye z Perche, dědice strategického panství v Normandii, budoucího účastníka třetí křížové výpravy. Geoffroy se na výpravu vydal společně s otcem a na rozdíl od něj se ze Svaté země ve zdraví vrátil a ujal se panství, které bylo sňatkem rozšířeno o statky v Suffolku, Essexu a Kentu. Během jeho nepřítomnosti se Matylda starala o chod hrabství a pravděpodobně měla prvního syna Geoffroye. Druhý syn Tomáš se narodil zřejmě roku 1193, po manželově návratu.
V době uvěznění Richarda Lví srdce se Geoffroy přidal se na stranu Jana Bezzemka. Poté, co byl Richard v únoru 1194 za obrovské výkupné propuštěn, zbavil Geoffroye všech anglických statků a nechal jej dočasně uvěznit. Na svobodu se dostal na podzim 1195 a byly mu navráceno manželčino věno.
Geoffroy společně s mladším bratrem Štěpánem znovu vyslyšel výzvu k účasti na křížové výpravě a od roku 1201 se aktivně podílel na její přípravě. Odjezdu na výpravu se nedočkal, protože náhle onemocněl a zemřel v období půstu téhož roku. Jeho choť nechala za jeho spásu sloužit bohoslužby v katedrále v Chartres a na jeho památku založila kolegiátní kostel v Mortagne.
Ujala se správy majetku ve jménu nezletilého syna Tomáše a projevila značnou politickou prozíravost, když se jí podařilo udržet anglická území proti strýci Janovi Bezzemkovi. O dva roky později se znovu vdala, ještě předtím stačila roku 1202 založit ženský cisterciácký klášter Clairets. Ženichem se stal z iniciativy krále Filipa rozvedený Enguerrand III. z Coucy, muž s rodovým sklonem k brutalitě a násilí. Manželství bylo bezdětné a Matylda v lednu 1209 či 1210 zemřela. Anglické statky zabavil Jan Bezzemek a syn Tomáš padl o osm let později v bitvě u Lincolnu.